# Monti Totes
I Monti Totes (in tedesco Totes Gebirge) sono una sottosezione delle Alpi del Salzkammergut e dell'Alta Austria, in Austria (Stiria e Alta Austria). La vetta più alta è il Großer Priel che raggiunge i 2.515 m s.l.m..

## Classificazione

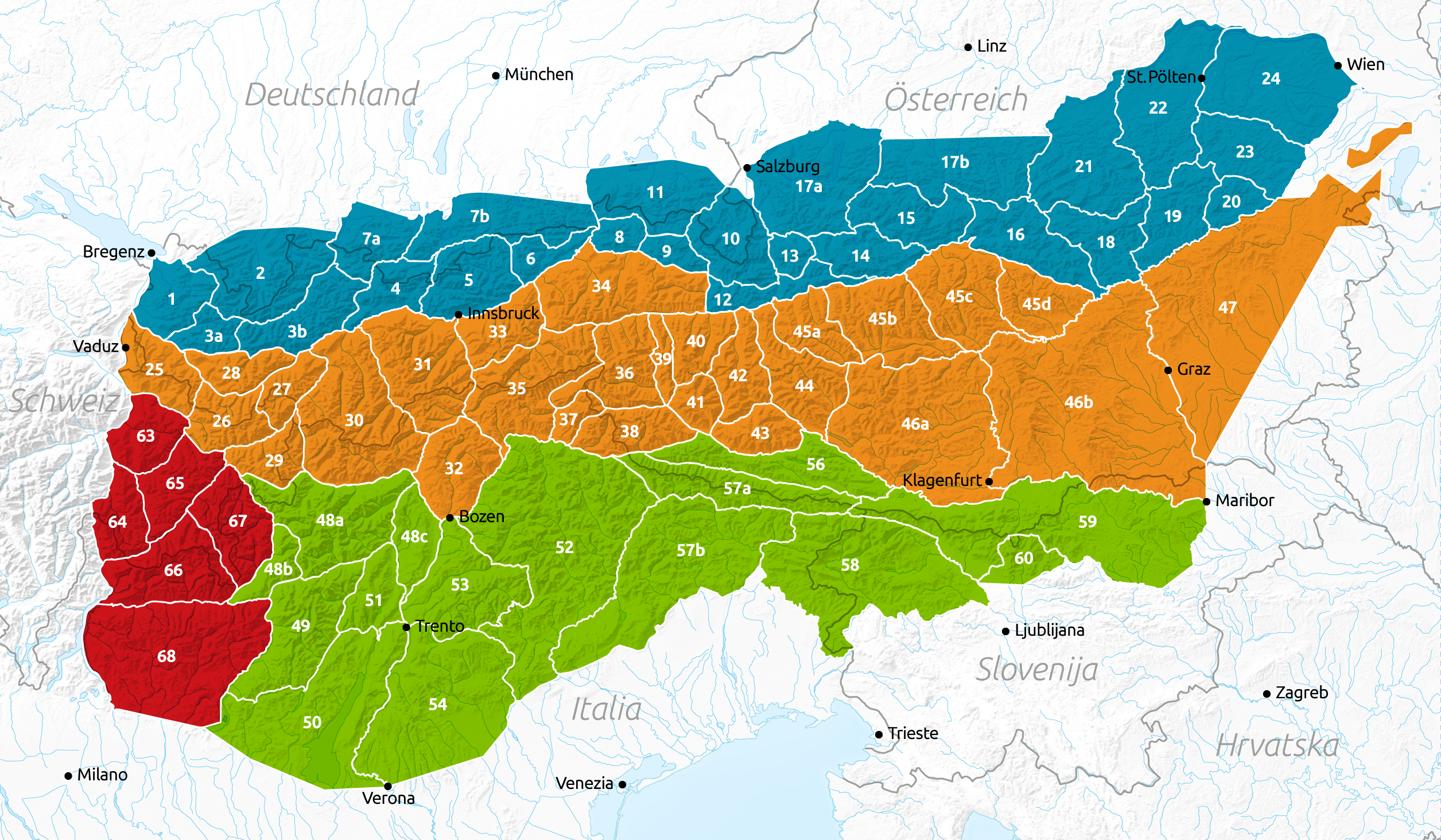
I Monti Totes secondo l'AVE sono individuati dal numero 15.

Secondo la SOIUSA i Monti Totes sono una sottosezione alpina con la seguente classificazione:
- Grande parte = Alpi Orientali
- Grande settore = Alpi Nord-orientali
- Sezione = Alpi del Salzkammergut e dell'Alta Austria
- Sottosezione = Monti Totes
- Codice = II/B-25.III

Secondo l'AVE costituiscono il gruppo n. 15 di 75 nelle Alpi Orientali.

## Delimitazioni
Confinano:
- a nord con le Prealpi dell'Alta Austria (nella stessa sezione alpina);
- ad est con le Alpi dell'Ennstal (nelle Alpi Settentrionali di Stiria) e separati dal Pyhrnpaß;
- a sud-est con i Tauri di Wölz e di Rottenmann (nelle Alpi dei Tauri orientali) e separati dal corso del fiume Enns;
- a sud-ovest con i Monti del Dachstein (nella stessa sezione alpina);
- ad ovest con i Monti del Salzkammergut (nella stessa sezione alpina).

## Suddivisione
Si suddividono in due supergruppi, tre gruppi e quindici sottogruppi:
- Monti Totes in senso stretto (A)
  - Gruppo del Priel (A.1)
    - Costiera del Türkenkogel (A.1.a)
    - Costiera del Feuertalberg (A.1.b)
    - Costiera del Priel (A.1.c)
    - Costiera dello Stoder (A.1.d)
      - Massiccio dello Spitzmauer (A.1.d/a)
      - Massiccio dell'Hochkastein (A.1.d/b)

    - Costiera del Tragl (A.1.e)
    - Costiera Schermberg-Zwölferkogel (A.1.f)
      - Massiccio Schermberg-Rotgschirr (A.1.f/a)
      - Massiccio Zwölferkogel-Woising (A.1.f/b)

    - Costiera dell'Hetzau (A.1.g)
    - Costiera Elm-Hochkogel (A.1.h)
      - Massiccio dell'Elm (A.1.h/a)
      - Massiccio dell'Hochkogel (A.1.h/b)

  - Gruppo dello Schönberg (A.2)
    - Costiera dell'Augst (A.2.a)
    - Nodo dello Schönberg (A.2.b)
    - Costiera dell'Hohe Schrott (A.2.c)
    - Costiera del Sandlink (A.2.d)
- Alpi Occidentali dell'Ennstal (B)
  - Gruppo del Warscheneck (B.3)
    - Costiera dell'Hischeck (B.3.a)
    - Costiera del Mölbing (B.3.b)
      - Massiccio del Mölbing (B.3.b/a)
      - Südliche Mölbingvorlagerungen (B.3.b/b)

    - Costiera del Warschenec (B.3.c)
      - Massiccio del Warscheneck (B.3.c/a)
      - Nordöstliche Warscheneckvorlagerungen (B.3.c/b)

## Vette principali

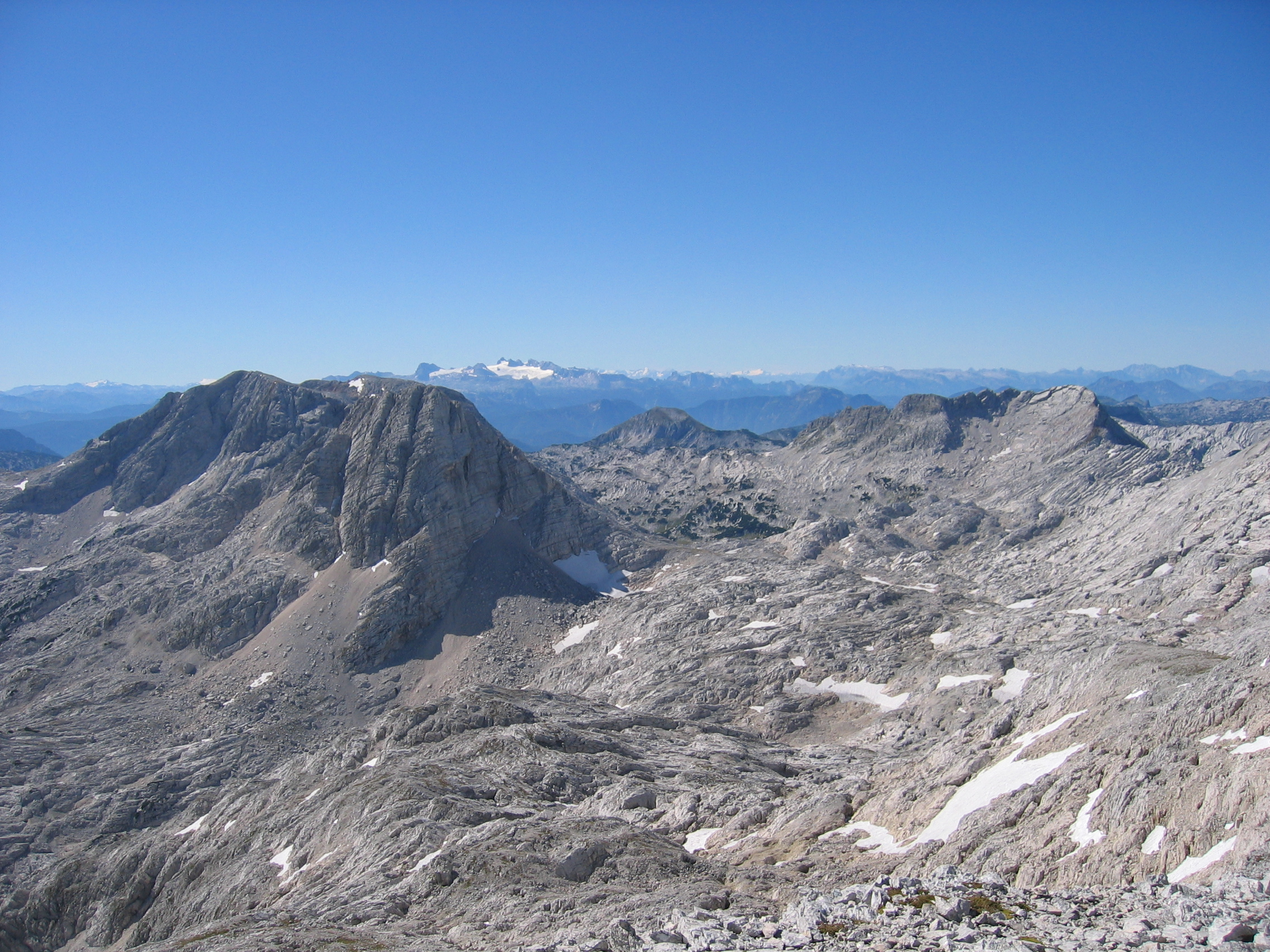
Panoramica dei monti Totes.

- Großer Priel, 2.515 m
- Spitzmauer, 2446 m
- Schermberg, 2396 m
- Grosse Hochkasten, 2389 m
- Warschenek, 2388 m
- Hochmölbing, 2336 m
- Hebenkas, 2285 m
- Rotgschirr, 2261 m
- Weisse Wand, 2193 m
- Kleiner Priel, 2134 m
- Elmberg, 2128 m
- Schönberg, 2093 m
- Woising, 2064 m